# Recopa de la AFC 1993-94
La Recopa de la AFC 1993/94 es la cuarta edición de este torneo de fútbol a nivel de clubes de Asia organizado por la AFC y que contó con la participación de 18 equipos campeones de copa de sus respectivos países, uno más que en la edición anterior.
El Al-Qadisiya de Arabia Saudita venció en la final al South China AA de Hong Kong para ser el primer equipo de Arabia Saudita en ganar el torneo.

## Primera Ronda
| Equipo 1         | Agr.     | Equipo 2                | Ida | Vuelta |
| ---------------- | -------- | ----------------------- | --- | ------ |
| Al Wahda SC      | 2-4      | Al Qadisiya             | 1-0 | 1-4    |
| New Radiant      | 5-0      | Youth League Club       | 3-0 | 2-0    |
| Persepolis       | 2-2 (v.) | Al Salmiya              | 0-1 | 2-1    |
| Al Arabi         | (w/o)1   | Al Nasr                 |     |        |
| Yokohama Marinos | 6-0      | Philippine Air Force FC | 5-0 | 1-0    |
| Cang Sai Gon     | (w/o)2   | Sarawak                 |     |        |
| East Bengal      | 6-4      | Al Zawraa               | 6-2 | 0-2    |
| South China      | 2-1      | Dalian                  | 2-0 | 0-1    |
| Mohammedan       | bye      |                         |     |        |
| Semen Padang     | bye      |                         |     |        |

1 Al Nasr abandonó el torneo 

2 El Sarawak abandonó el torneo

## Segunda Ronda
| Equipo 1         | Agr. | Equipo 2     | Ida | Vuelta |
| ---------------- | ---- | ------------ | --- | ------ |
| Mohammedan       | N/P1 | New Radiant  | 8-0 |        |
| Semen Padang     | 2-1  | Cang Sai Gon | 1-0 | 1-1    |
| East Bengal      | 1-5  | South China  | 0-1 | 1-4    |
| Al Qadisiya      | bye  |              |     |        |
| Persepolis       | bye  |              |     |        |
| Al Arabi         | bye  |              |     |        |
| Yokohama Marinos | bye  |              |     |        |

1 El New Radiant aparentemente clasificó a cuartos de final; no se sabe como

## Cuartos de final
| Equipo 1     | Agr.   | Equipo 2         | Ida | Vuelta |
| ------------ | ------ | ---------------- | --- | ------ |
| Al Qadisiya  | (w/o)1 | New Radiant      |     |        |
| Persepolis   | 2-3    | Al Arabi         | 1-1 | 1-2    |
| Semen Padang | 2-12   | Yokohama Marinos | 2-1 | 0-11   |
| South China  | bye    |                  |     |        |

1 El New Radiant abandonó el torneo

## Semifinales
| Equipo 1    | Agr.   | Equipo 2         | Ida | Vuelta |
| ----------- | ------ | ---------------- | --- | ------ |
| Al Arabi    | 1-2    | Al Qadisiya      | 1-1 | 0-1    |
| South China | (w/o)1 | Yokohama Marinos |     |        |

1 El Yokohama Marinos abandonó el torneo

## Final
| Equipo 1    | Agr. | Equipo 2    | Ida | Vuelta |
| ----------- | ---- | ----------- | --- | ------ |
| South China | 2–6  | Al-Qadisiya | 2–4 | 0–2    |

## Campeón
| Recopa de la AFC 1993/94  |
| ------------------------- |
| Bandera de Arabia Saudita |
| Al-Qadisiya 1º Título     |